# Demeijerea abruptus
Demeijerea abruptus е вид насекомо от разред Двукрили (Diptera), семейство Хирономидни (Chironomidae). Няма подвидове.